# Асока Тано
Асо́ка Та́но (англ. Ahsoka Tano) — персонаж вселенной «Звёздные войны. Впервые представленная в качестве джедая-падавана Энакина Скайуокера, она появляется в полнометражном мультфильме 2008 года «Звездные войны: Войны клонов» и последующем телесериале. Асока вновь появляется в телесериале «Звездные войны: Повстанцы», где она использует кодовое имя «Фалкрам», и в качестве закадрового голоса в фильме 2019 года «Звездные войны: Скайуокер. Восход».
В мультсериалах её персонажа озвучивала Эшли Экштейн. Розарио Доусон исполнила роль Асоки во втором сезоне сериала Disney+ «Мандалорец» и повторила эту роль в спин-оффе сериала «Книга Бобы Фетта», а также в сериале «Асока».
Хотя Асока поначалу не нравилась фанатам и критикам, со временем она превратилась в более сложного, всесторонне развитого персонажа, и в итоге стала любимицей фанатов. Была отмечена как «сильный женский персонаж» франшизы.

## Создание и развитие

### Концепция
Персонаж Асока должен был служить иллюстрацией того, как Энакин Скайуокер развивается от дерзкого, недисциплинированного ученика-падавана в «Звездных войнах: Эпизод II — Атака клонов» до более сдержанного рыцаря-джедая в «Эпизоде III — Месть ситхов». Создатель «Звездных войн» Джордж Лукас, у которого было две дочери, также хотел, чтобы персонаж понравился девочкам. В начале разработки имя Асоки было «Ашла». Лукас переименовал её в честь древнеиндийского императора Ашоки; затем написание было изменено сценаристом Генри Гилроем.
Режиссёр-координатор «Войн клонов» Дэйв Филони написал короткий рассказ о детстве Асоки, чтобы помочь развитию персонажа. Он представил, что открытие того, что у неё есть «всё необходимое», чтобы стать джедаем, станет поводом для праздника в ее родном городе.
Передача Энакину ответственности за падавана должна была поставить персонажа в роль, которая заставила бы его стать более осторожным и ответственным. Кроме того, это позволило бы ему прояснить отношения с его бывшим наставником, Оби-Ваном Кеноби, и показать, как развивались их отношения. Отношения Асоки и Энакина рассматривались как важная сюжетная линия, охватывающая как анимационный фильм, так и телесериал «Войны клонов».

### Сценарий
Поначалу Филони было трудно писать Асоку, потому что он «не представлял», каково это — быть 14-летней девочкой. Поэтому он сместил акценты и написал Асоку в первую очередь как джедая. Филони сказал, что у него «всегда была в голове история» общего развития Асоки. Он начал думать о финальном противостоянии между Асокой и Вейдером с тех пор, как создал Асоку; в разных вариантах были разные концовки, включая ту, в которой Вейдер убивает Асоку в тот момент, когда она разрезает его шлем, чтобы показать покрытое шрамами лицо Энакина.
Эшли Экштейн, которая озвучивала Асоку, сказала, что она и сценаристы знали, что зрители поначалу находили персонаж раздражающим, и что существует «тонкая грань» между тем, чтобы Асока была грубой и постепенно становилась милой. Поскольку производство было на год раньше, чем трансляция, и Асока развивалась в течение этого времени, Экштейн попросила фанатов быть терпеливыми к развитию персонажа.
Хотя Асока покидает Орден джедаев в конце пятого сезона «Войн клонов», сюжетная линия изначально предполагала ее возвращение в Орден. Филони сказал, что это была бы «нормальная» арка, и предложил Лукасу, чтобы она осталась изгнанной; Лукас согласился. Лукас считал, что Асока пережила Приказ 66 — приказ, по которому армия клонов Республики убивала джедаев.
Филони, который был исполнительным продюсером и одним из создателей «Повстанцев», работал с Лукасом над тем, что Асока должна была знать о судьбе Энакина. Филони также сотрудничал с исполнительным продюсером Саймоном Кинбергом и исполнительным продюсером первого сезона Грегом Вайсманом в разработке роли Асоки как агента повстанцев.
Сценаристы сериала с нетерпением ждали возвращения Асоки во втором сезоне, а Филони беспокоился о том, чтобы «Повстанцы» не превратились в «Шоу Асоки Тано». Поэтому Филони требовал, чтобы Асока играла роль на службе у главных героев «Повстанцев», Эзры Бриджера и Канана Джарруса; он видел новую роль Асоки похожей на ту, которую играл Оби-Ван Кеноби в «Звездных войнах». Хотя Асока в «Повстанцах» стала взрослее, Филони хотел, чтобы «в ней просвечивали черты того ребенка, которым она была». Изначально он представлял Асоку как более «пассивного игрока», не участвующего в боях, но позже решил, что уместнее видеть Асоку воином в неспокойное время. Присутствие Асоки было необходимо для того, чтобы Дарт Вейдер мог встретиться с главными героями сериала, не уничтожив последнего; Асока может выстоять один на один с Вейдером.
Филони называет страсть фанатов к этому персонажу одной из причин того, что Асока заняла видное место в мультсериалах «Звездные войны: Войны клонов» и «Звёздные войны: Повстанцы».

### Внешний вид
Дизайн Асоки разрабатывался в течение трёх лет до её появления в фильме «Звездные войны: Войны клонов». Её внешний вид был вдохновлен Сан из «Принцессы Мононоке». Асока изначально появляется в костюме, который журнал Wired назвал «костюмом в виде трубки и мини-юбки». В третьем сезоне Асока и другие персонажи получили новые костюмы. Филони сказал, что изменения были призваны приблизить эстетику сериала к эстетике «Мести ситхов» и стали возможны благодаря улучшению технологии анимации. В седьмом и последнем сезоне «Войн клонов» дизайн Асоки был ещё раз изменен благодаря улучшению технологии анимации. Её костюм также был изменен на более серо-голубой, похожий на её внешний вид в сериале «Звездные войны: Повстанцы», который транслировался до этого сезона..
Асока часто использует обратный захват светового меча, похожий на тот, которым пользовался герой японского фильма «Затойчи». Вместе с изменением костюма в третьем сезоне «Войн клонов» Асока также получила второй световой меч. В седьмом и последнем сезоне она получила новые синие световые мечи.
Доспехи Асоки в «Повстанцах» основаны на «псевдосамурайском образе» под влиянием фотографий женщин-самураев.. Броня должна выглядеть так, как будто она нашла её в древнем храме джедаев, а бесцветные лезвия её световых мечей указывают на то, что она не джедай и не ситх. Филони рассказал, что белые световые мечи выглядят гораздо лучше, чем он ожидал. Черты её лица были изменены, чтобы показать, что она повзрослела. Для съемочной группы было «новым шагом» изменить стиль анимации Асоки, чтобы отразить ее во взрослом возрасте.

## Появления
- Впервые появилась в 2008 году в полнометражном мультфильме «Звёздные войны: Войны клонов»
- В мультсериале «Звёздные войны: Войны клонов», 2008—2020
- В мультсериале «Звездные войны: Повстанцы»
- В мультсериале «Звёздные войны: Силы Судьбы», 2017—2018
- В сериале «Мандалорец (2-й сезон)», 2020
- В сериале «Книга Бобы Фетта» (6-я серия), 2021
- В мультсериале «Звёздные войны: Сказания о джедаях», 2022
- В сериале «Асока», 2023.

## Критика
После ее появления некоторые критики назвали Асоку раздражающей и предсказали, что персонаж умрёт до окончания «Войн клонов», поскольку она не появляется в «Мести ситхов». The Los Angeles Times назвала Асоку «тщательно рассчитанным милым персонажем» в фильме «Войны клонов». Wired раскритиковал «полуголый» вид Асоки в первых двух сезонах «Войн клонов», назвав смену костюма в третьем сезоне «более уместной». Blastr пишет, что первоначальная незрелость Асоки даёт персонажу пространство для роста, заявив, что она становится «хорошо развитым и сложным персонажем во всех смыслах». io9 назвал развитие Асоки одним из лучших аспектов «Войн клонов», подчеркнув роль персонажа в изучении нюансов войны и недостатков Ордена джедаев. Согласно Tech Times, взросление и развитие Асоки отражает развитие сериала, и продюсеры сделали мудрый выбор, сделав Асоку «точкой входа» зрителей в «Войны клонов». Крис Тейлор назвал решение Асоки покинуть Орден джедаев «самым шокирующим клиффхэнгером сериала». Эшли Экштейн была номинирована на премию Behind the Voice Actors за «Лучшее женское вокальное исполнение в телевизионном сериале — боевик/драма» в 2012 и 2013 годах. Blastr назвал Асоку одним из самых важных персонажей «Звездных войн», особенно для молодых девушек, которые до этого момента не видели на экране сильную женщину-джедая.